# 南海施泰特
南海施泰特是德国石勒苏益格－荷尔斯泰因州迪特马尔申县的一个市镇。总面积8.44平方公里，总人口570人，其中男性273人，女性297人（2011年12月31日），人口密度68人/平方公里。